# Meet The Beatles!
Meet The Beatles! is het tweede Amerikaanse album van de Britse popgroep The Beatles en het eerste Beatles-album dat door platenlabel Capitol Records werd uitgebracht. Het album verscheen op 20 januari 1964. Het album werd in 2003 door muziektijdschrift Rolling Stone op plaats 59 gezet in zijn lijst van de 500 beste albums aller tijden.

## Achtergrond
In eerste instantie had Capitol Records, de Amerikaanse tak van de Beatles' platenmaatschappij EMI, geen interesse in de muziek van The Beatles. De rechten van de eerste singles van The Beatles, Love Me Do, Please Please Me, From Me to You en She Loves You, kwamen daarom in handen van Vee-Jay. Pas na het horen van I Want to Hold Your Hand besloot Capitol zijn optie op de Amerikaanse rechten van de muziek van The Beatles te verzilveren. Deze single werd eind 1963 uitgebracht in de Verenigde Staten en was een groot succes.
Capitol besloot daarom ook een compleet album van The Beatles uit te brengen. Capitol stelde de albums echter zelf samen, waardoor de Amerikaanse Beatles-albums niet dezelfde nummers bevatten als de Britse albums en vaak ook een andere titel hadden.

## Muziek
Voor Meet The Beatles! werd een deel van de nummers van With the Beatles gebruikt, de tweede Britse lp van The Beatles. De plaat werd aangevuld met de Capitol-single I Want to Hold Your Hand, de B-kant This Boy en I Saw Her Standing There van Please Please Me. De foto op de hoes van de plaat werd op 22 augustus 1963 gemaakt door fotograaf Robert Freeman en is dezelfde als op de hoes van With the Beatles.
De plaat bevat voornamelijk composities van John Lennon en Paul McCartney. Daarnaast bevat het ook Don't Bother Me, de eerste George Harrison compositie en een cover van Till There Was You van Meredith Willson.

## Tracks
Alle muziek en teksten zijn geschreven door Lennon/McCartney, tenzij anders aangegeven. 
| Nr. | Titel                    | Duur |
| --- | ------------------------ | ---- |
| 1.  | I Want to Hold Your Hand | 2:24 |
| 2.  | I Saw Her Standing There | 2:50 |
| 3.  | This Boy                 | 2:11 |
| 4.  | It Won't Be Long         | 2:11 |
| 5.  | All I've Got to Do       | 2:05 |
| 6.  | All My Loving            | 2:04 |

| 7.                 | Don't Bother Me (George Harrison)     | 2:28 |
| 8.                 | Little Child                          | 1:46 |
| 9.                 | Till There Was You (Meredith Willson) | 2:12 |
| 10.                | Hold Me Tight                         | 2:30 |
| 11.                | I Wanna Be Your Man                   | 1:59 |
| 12.                | Not a Second Time                     | 2:03 |
| Totale duur: 26:43 |                                       |      |

## Credits
- John Lennon - slaggitaar, harmonica, zangkunst
- Paul McCartney - basgitaar, zang
- George Harrison - leadgitaar, zang
- Ringo Starr - drums, zang, maraka's, tamboerijn
- George Martin - piano, productie